# Карацу
Карацу (јап. 唐津市) град је у Јапану у префектури Сага. Према попису становништва из 2005. у граду је живело 131.116 становника.

## Становништво
Према подацима са пописа, у граду је 2005. године живело 131.116 становника.
| 1995.   | 2000.   | 2005.   |
| ------- | ------- | ------- |
| 137.436 | 134.144 | 131.116 |